# Vlastimil Preis
Vlastimil Preis (12 febbraio 1921 – 8 febbraio 2000) è stato un calciatore e allenatore di calcio cecoslovacco, di ruolo attaccante.
Con 106 gol in 220 presenze nel campionato cecoslovacco, risulta tra i migliori marcatori della storia del torneo.

## Carriera

### Nazionale
Il 10 ottobre 1948 esordisce in Nazionale giocando contro la Svizzera (1-1). In due anni di Nazionale gioca 12 partite internazionali segnando 7 gol.

## Palmarès

### Club

#### Competizioni nazionali
- Campionato cecoslovacco: 4

Sparta Praga: 1938-1939, 1952, 1954
Slovan Bratislava: 1949